# Erich Gimpel
Erich Gimpel (Merseburg, 25 maart 1910 – São Paulo, 3 september 2010) was een Duitse spion tijdens de Tweede Wereldoorlog. Hij is vooral bekend geworden door zijn (mislukte) spionagemissie naar de Verenigde Staten op het einde van de oorlog. Hij studeerde hoogfrequente transformatoren en radiotechniek. Hij was radio-ingenieur van 1935 tot 1939, en Duits spion van 1939 tot 1945 toen hij werd opgepakt in New York.

## Duitse geheim agent
De perfect Engels sprekende Gimpel was van 1935 tot 1939 radiotelegrafist voor Telefunken in Lima, de hoofdstad van Peru. Toen de Tweede Wereldoorlog begon, werd hij geheim agent 146, die de verplaatsing van vijandelijke schepen naar Duitsland rapporteerde. Toen de Duitse ambassade hem daar vroeg om wat spionagewerk te doen, stemde Gimpel toe. Hij observeerde schepen in de haven van Lima en ging om met Amerikaanse legerofficieren die daar gestationeerd waren, om zo informatie te verzamelen over hun operaties. Hij was echter niet subtiel genoeg en de officieren kregen uiteindelijk argwaan tegen hem. Hij werd gearresteerd en via de Verenigde Staten naar Duitsland gestuurd in augustus 1942.
Terug in Europa doorliep hij de door de SS geleide spionagescholen in Frankrijk en Nederland. Daar ontmoette hij de Amerikaanse overloper William Colepaugh, die zijn (onbetrouwbare) partner zou worden tijdens Operatie Ekster.
Hij leerde er microdotfoto's maken, radiozenders bouwen en communiceren met onzichtbare inkt. Hij werd getraind in jiujitsu en het gebruik van vuurwapens. Hij schreef later: "Ik werd opgeleid in smokkelen, stelen, liegen, bedriegen en soortgelijke kunsten."

### Gibraltar
Na zijn opleiding werd de vloeiend Spaans sprekende Gimpel naar Spanje gestuurd, waar hij deelnam aan verschillende missies. Het laatste complot was er een om generaal Eisenhower te vermoorden en versterkingen op te blazen in het Britse overzees gebied Gibraltar. Het complot werd echter ontdekt en Gimpel keerde terug naar Duitsland.

### Pelikaan
Hij werd vervolgens ingedeeld bij Operatie Pelican, een missie om het Panamakanaal te saboteren en zo het geallieerde scheepvaartverkeer te belemmeren. Na veel vallen en opstaan kwam hij tot een plan: twee Junkers Ju-87 Stuka duikbommenwerpers met opklapbare vleugels zouden aan boord van U-boten worden geladen en naar een eiland in de buurt van het kanaal worden gebracht. Daar zouden ze weer in elkaar gezet worden, bewapend met explosieve bommen en naar hun doel gevlogen, een kwetsbare overstortdam. Maar net toen de geladen U-boten Duitsland zouden verlaten, werd de operatie afgeblazen. Een informant had de missie in gevaar gebracht.

### Operatie Ekster
(Engels: 'Magpie', Duits: 'Elster'). Onder toezicht van de SS was Ekster opgevat als een informatie-verzamelingsoperatie, gericht op het verzamelen van alle technische gegevens - innovaties in bewapening, scheepsbouw, luchtvaart, raketwetenschap, enz. - die de agenten konden vinden in vaktijdschriften of andere openbaar toegankelijke bronnen.
Als Gimpel de waarheid vertelt in zijn memoires, was zijn doelwit het Manhattan Project, het ontstaan van de nucleaire oorlogsvoering. Alleen is er geen vermelding van een dergelijk doel in FBI documenten of andere documenten over de missie. Gimpel zou alle bevindingen doorgeven via gecodeerde telegrafie over een radiozender die hij zou bouwen. In noodgevallen kon hij verslag uitbrengen via vooraf afgesproken postbezorging. Volgens Gimpel zelf was informatie over het Manhattan project het doel, in de hoop om dit eventueel te kunnen vertragen.
Gimpel en Colepaugh werden door de Duitse marine van Kiel naar de VS vervoerd met de duikboot U-1230 in een 54daagse overtocht, onder leiding van kapitein Hans Hilbig (1917-2004).
Ze werden aan land gebracht in de Frenchman's Bay, in de Golf van Maine op 29 november 1944, rond 23:00. Het sneeuwde en ze hadden onaangepaste stadskledij aan. Na een wandeling van vier mijl, namen ze een taxi naar Bangor. Van daar uit namen ze de trein naar Portland, en reisden verder naar Boston in de ochtend van de volgende dag. 's Anderendaags trokken ze per trein verder naar New York.
De twee spionnen wisten niet dat hun missie bijna was mislukt voor ze begonnen waren. De nacht dat ze geland waren, reed een 17-jarige padvinder, Harvard Hodgkins, van een schoolfeest naar huis toen hij het 'vreemde' paar in de andere richting passeerde. De jongen, die alert was op spionnen in oorlogstijd, zag dat hun sporen het bos ingingen. Hij stopte de auto en volgde de sporen tot aan de rand van het water. Toen hij thuiskwam, vertelde Hodgkins het aan zijn vader, die toevallig de plaatselijke hulpsheriff was. Hulpsheriff Hodgkins nam contact op met de FBI, maar er werd niets gedaan.
Enkele dagen later kreeg de FBI bericht dat een U-boot een Canadees vrachtschip tot zinken had gebracht voor de kust van Mount Desert Island. De verantwoordelijke onderzeeër was U-1230, wiens kapitein orders had genegeerd om geen geallieerde schepen te molesteren tijdens zijn gevoelige missie. De laattijdig gealarmeerde FBI, die vreesde dat een U-boot die zo dicht bij de kust opereerde vijandelijke agenten aan land kon hebben gebracht, stuurde zijn eigen agenten van Boston naar Maine om de jonge Hodgkins te ondervragen. Tegen die tijd waren Gimpel en Colepaugh honderden mijlen ver weg.
Op 8 december bemachtigden de spionnen een appartement in Manhattan's East Side, waar Gimpel zijn radio in elkaar zette en plannen maakte om zijn contact te ontmoeten. Colepaugh, ondertussen, werd steeds onhandelbaarder, drinkend, feestvierend en geldverkwistend.
Op 21 december keerde Gimpel terug naar het appartement en ontdekte tot zijn ontzetting dat zijn partner was gevlucht, beide koffers had meegenomen - inclusief al het geld en de diamantschat - en Gimpel achterliet met de kleren aan zijn lijf en $300 in contanten. In de veronderstelling dat zijn partner zou terugkeren naar Grand Central Station, volgde Gimpel zijn voorgevoel op en spoorde beide koffers op in de bagageruimte. Hij legde uit dat hij de tickets was kwijtgeraakt, liet de sleutels zien en beschreef de inhoud. De drukke bagagemedewerker opende één van de koffers en onthulde vuile kleren en een camera (het geld, de radio-onderdelen en de pistolen zaten verborgen onder een valse bodem), waarna hij hem de koffers meegaf. Gimpel
Op 23 december zocht hij een oude klasgenoot van de middelbare school op in Queens, die hem uitnodigde om tot de kerst te blijven. Terwijl de twee zich klaarmaakten voor een nacht in de stad, vertrouwde Colepaugh toe dat hij in de problemen zat en vertelde hij de details van operatie Magpie. Aanvankelijk deed de vriend, een eervol ontslagen veteraan van het Amerikaanse leger, de bekentenis van zijn metgezel af als het zinloze geraaskal van een dronkaard. Maar toen Colepaugh het verhaal in nuchtere toestand herhaalde, adviseerde zijn vriend Colepaugh om zichzelf aan te geven, in de hoop om zijn straf te ontlopen.Op de avond van 26 december arriveerden FBI-agenten bij het huis in Queens. Na de mislukte spion een paar uur te hebben ondervraagd, namen ze Colepaugh in hechtenis. Het nieuws van de arrestatie werd onmiddellijk doorgegeven aan FBI directeur J. Edgar Hoover en, via hem, aan President Franklin D. Roosevelt. De klopjacht was begonnen.

### De klopjacht
Tijdens het verhoor had Colepaugh het uiterlijk en de gewoonten van zijn voormalige partner (die de naam 'Edward George Green' gebruikte) beschreven, waaronder twee vitale stukken informatie: Gimpel kwam vaak bij een kiosk op Times Square waar Peruaanse kranten werden verkocht, en hij droeg zijn geld in de binnenzak van zijn colbert.
Verschillende inspanningen werden geleverd op de verdachte op te sporen :
- Op 27, 28 en 29 december 1944 namen speciale agenten van de New York Field Division contact op met alle bekende hotels in de New York in een poging om Gimpel te lokaliseren door vergelijking van zijn handschrift met alle registraties in die hotels tussen 21 december en de datum van het onderzoek. In grote hotels waar een dergelijke vergelijking met alle registraties niet haalbaar was, werd de vergelijking gemaakt met alle registraties op naam van Green en Caldwell.
- Bagageruimtes in alle trein- en busstations en vliegvelden werden onderzocht om te proberen de zakken te vinden die in het bezit van Gimpel waren.

FBI-agenten hielden de kiosk in de gaten en op 30 december kwam er een man aanlopen die aan de beschrijving van Gimpel voldeed. Toen ze zijn buitenlands accent opmerkten terwijl hij in zijn borstzakje reikte om de verkoper te betalen, benaderden, ondervroegen en arresteerden ze Agent 146 om 20:55.

## Krijgsgevangene
Na verdere ondervraging droeg de FBI Gimpel en Colepaugh over aan de militaire autoriteiten, die de mannen opsloten in Fort Jay op Governors Island in de haven van New York. Gimpel werd een reddingslijn toegeworpen: agenten van het Bureau voor Strategische Diensten (een voorloper van de CIA) boden aan zijn nek te sparen in ruil voor het worden van dubbelspion, maar hij weigerde zijn land te verraden.
Op 6 februari 1945 begon hun proces voor een militaire rechtbank. Gimpel weigerde te spreken tijdens het proces Op 14 februari werden ze door het zevenkoppig tribunaal schuldig bevonden aan samenzwering en schending van het 82ste oorlogsartikel en daardoor ter dood veroordeeld door ophanging. De executiedatum werd vastgelegd op 15 april 1945.
Toen, slechts drie dagen voor hun geplande executie, veroorzaakte de dood van Roosevelt een moratorium van vier weken op executies, als onderdeel van de nationale rouwperiode. Nog gelukkiger voor de veroordeelden was dat Duitsland zich drie weken daarna overgaf. President Harry S. Truman, die nooit een voorstander van de doodstraf was, herzag de zaken van de mannen en zette hun straffen om in levenslange gevangenisstraf met dwangarbeid. Beiden werden naar de federale strafgevangenis in Leavenworth (Kansas) gestuurd. Vijf jaar nadat Gimpel was veroordeeld vonden bewakers stopverf in zijn cel en bij nader onderzoek bleek dat hij door de tralies had gezaagd (hoewel Gimpel het verhaal opgeblazen heeft tot een gevangenisuitbraak compleet met zwaaiende schijnwerpers en loeiende sirenes). De ontsnappingspoging leverde hem eenzame opsluiting op, gevolgd door overplaatsing naar Alcatraz in de Baai van San Francisco. Gimpel verbleef er vijf jaar voor hij werd overgebracht naar een staatsgevangenis in Atlanta, Georgia. Zijn straf werd voor de tweede keer verminderd van levenslang naar dertig jaar. Na een derde hiervan uitgezeten te hebben, vroeg hij de invrijheidstelling 'op parool' aan. Kort daarna werd hij voor de rechter geroepen, abrupt voorwaardelijk vrijgelaten en uitgewezen naar West-Duitsland.
Gimpel was de laatste persoon die in de 2e Wereldoorlog voor een Amerikaans militaire rechtbank werd berecht.

## Vrijlating in 1955
Na 10 jaren gevangen gezeten te hebben, werd hij voorwaardelijk vrijgelaten in 1955, en keerde terug naar West-Duitsland. In Juli 1957 huwde hij het model Eva-Maria Scheidl.
Gimpel had altijd al van Zuid-Amerika gehouden en verhuisde uiteindelijk naar Brazilië. Begin jaren negentig reisde hij twee keer naar Chicago als gast van een Amerikaanse groep U-bootliefhebbers.

## Media
Na zijn vrijlating schreef Gimpel een reeks artikelen over zijn avonturen als geheim agent, in samenwerking met de journalist Will Berthold. Deze werden gebundeld in boekvorm als 'Spion für Deutschland', dat werd verfilmd in Duitsland en later in het Engels werd gedrukt onder de titel 'Agent 146'.

### Autobiografie
De memoires van Erich Gimpel zijn, ondanks hun onbetrouwbaarheid op sommige details, interessant omdat zij vertellen over de incompetentie waarmee de Duitse geheime diensten hun spionage in de VS tijdens de Tweede Wereldoorlog uitvoerden: een man had een hoed nodig als hij niet wilde opvallen in de VS. En het was beter om geen bundels dollarbiljetten in te pakken met de banderollen van de Reichsbank ...
- Spion für Deutschland, Uitgeverij Süddeutschen Verlag, 1956
- Spy For Germany, werd in het Engels gepubliceerd in 1957, in Groot-Brittannië.
- De man die de oorlog zou winnen, Uitgeverij Bosch & Keuning N.V. - Baarn, 1959, tweede druk, vertaling Aize de Visser.
- Mijn leven als spion, Uitg. Walter Beckers (Feniks collectie), 1974
- Het duurde tot 2003 vooraleer zijn boek verscheen in de VS onder de titel Agent 146.[13]
- Ma vie d'espion, B.Arthaud, 1956

### Film
Erich Gimpel's carrière als spion werd gedramatiseerd in de film Spy for Germany uit 1956 (Duitse titel: Spion für Deutschland ). De acteur Martin Held speelde hierin de hoofdrol, in een regie van Werner Klinger.